# Archiearis elegans
Archiearis elegans là một loài bướm đêm trong họ Geometridae.